# Suffield & Brown
Suffield & Brown war ein britischer Hersteller von Automobilen.

## Unternehmensgeschichte
Das Unternehmen aus dem Londoner Stadtteil Willesden begann 1902 mit der Produktion von Automobilen. Der Markenname lautete New Century. 1903 endete die Produktion. Es bestand keine Verbindung zu Hoyle Brothers und Century Engineering, die den gleichen Markennamen benutzten.

## Fahrzeuge
Der Hythe war ein Dampfwagen. Ein Dreizylinder-Dampfmotor trieb über eine Kette die Antriebsachse an. Daneben gab es ein Modell mit einem Zweizylinder-Ottomotor. Das dritte Modell war ein Elektroauto. Der Elektromotor kam von National Motor Carriage Syndicate.